# Jack London
Jack London (ur. jako John Griffith Chaney 12 stycznia 1876 w San Francisco, zm. 22 listopada 1916 w Glen Ellen) – amerykański pisarz.

## Życiorys
Syn Flory Wellman i H.W. Chaneya. Nazwisko przyjął od ojczyma, Johna Londona. Przyszły pisarz miał niezwykle barwne życie. Samouk, był m.in. gazeciarzem, trampem, kłusownikiem, marynarzem, poszukiwaczem złota w Klondike i reporterem. Jako korespondent wojenny relacjonował konflikt rosyjsko-japoński w 1905 r. i wojnę domową w Meksyku. W jego twórczości często pojawia się motyw samotnej walki człowieka z panującym porządkiem społecznym i siłami przyrody.
Jest autorem powieści i opowiadań z wątkami autobiograficznymi. Oparte na własnych przeżyciach powieści są zawieszone pomiędzy naturalizmem a przygodowym romantyzmem. Był socjalistą, z tym że inspiracje czerpał z idei głoszonych przez Marksa, Darwina, Spencera i Nietzschego, dlatego w swoim światopoglądzie łączył idee socjalistyczne z teorią walki o byt i podziwem dla silnych jednostek. Był również ateistą.
Po przedwczesnej śmierci Londona ukuto popularną do dziś plotkę, jakoby miał on popełnić samobójstwo. W ostatnich dniach życia pisarz uśmierzał wprawdzie bardzo silny ból morfiną i jest teoretycznie możliwe, że świadomie ją przedawkował. Teza ta jednak nie znajduje potwierdzenia ani w dowodach, ani w świadectwach z pierwszej ręki. Na akcie zgonu pisarza jako oficjalna przyczyna jego odejścia figuruje mocznica, efekt ciężkiej niewydolności nerek. Przyczyną plotki prawdopodobnie był motyw samobójstwa w jego powieściach, w jednej z nich bohater w obliczu rychłej śmierci i strasznego bólu z pomocą lekarza popełnił samobójstwo przedawkowując morfinę.
Po dojściu Hitlera do władzy w Niemczech, wśród około 20 000 spalonych książek znalazły się dzieła Jacka Londona.

## Upamiętnienie
- Jack London Square – ulica w Oakland w Kalifornii,
- Jack London – film fabularny z 1943 w reżyserii Michaela Santela z Michaelem O'Shea w roli tytułowej.

## Powieści[4]
- 1902 – Wyprawa na Dazzlerze (The Cruise of the Dazzler)
- 1902 – Córka śniegów (A Daughter of the Snows)
- 1903 – Zew krwi (The Call of the Wild)
- 1904 – Wilk morski (The Sea-Wolf)
- 1905 – Gra (The Game)
- 1906 – Biały Kieł (White Fang)
- 1906 – Przed Adamem (Before Adam)
- 1907 – Żelazna Stopa (The Iron Heel)
- 1909 – Martin Eden (Martin Eden)
- 1909 – Kaftan bezpieczeństwa. Włóczęga wśród gwiazd[5]
- 1910 – Elam Harnish (Burning Daylight)
- 1911 – Siła Silnego
- 1912 – Syn Słońca (A Son of the Sun)
- 1913 – Księżycowa Dolina (The Valley of the Moon)
- 1913 – John Barleycorn, czyli wspomnienia alkoholika[6]
- 1914 – Bunt na Elsynorze (The Mutiny of the Elsinore)
- 1916 – Maleńka pani wielkiego domu[7]
- 1917 – Jerry z wysp. Prawdziwa psia opowieść (Jerry of the Islands)
- 1917 – Mik, brat Jerry'ego (Michael, Brother of Jerry)

## Zbiory opowiadań
- 1900 – Syn wilka (Son of the Wolf)
- 1903 – Mieszkańcy Otchłani
- 1906 – Przygody w Zatoce San Francisco (Tales of the Fish Patrol)
- 1907 – Miłość życia (Love of Life and Other Stories)
- 1911 – Opowieści Mórz Południowych (South Sea Tales)
- 1912 – Bellew Zawierucha (Wyga), (Smoke Bellew)
- 1912 – Opowieści hawajskie (The House of Pride & Other Tales of Hawaii
- 1913 – Córa nocy (The night born)
- 1918 – Czerwony bóg (The Red One)
- 1919 – Na macie z trawy Makaloa: opowieści z wysp (On the Makaloa Mat. Island Tales)

## Krótkie opowiadania wydane w języku polskim
- 1899 - Biała Cisza[8]
- 1899 - Małżonka króla[8]
- 1899 - Syn wilka[9]
- 1900 - Serce kobiety
- 1900 Odyseja północy (Iskry -1968)
- 1900 - Rozstajne drogi[10]
- 1900 - Wielka niewiadoma[10]
- 1901 - Kobieta z plemienia Siwasz[8]
- 1901 - Napój Hiperborejów[10][9]
- 1901 - Prawo życia[9]
- 1902 - Batard[9]
- 1902 - Choroba samotnego wodza[8]
- 1902 - Historia Jees-Uck[8][11]
- 1902 - Keesh, syn Keesha[11]
- 1902 - Li-wan o jasnej skórze[11]
- 1902 - Mistrz tajemnicy[10]
- 1902 - Na południe od toru[10]
- 1902 - Sprzysiężenie starców[10]
- 1902 - Wśród lasów północy[11]
- 1902 - Złoty mak[10]
- 1903 - Skarby Sezamu
- 1903 - Cień i błysk[8]
- 1903 - Koloryt miejscowy[12]
- 1903 - Przedstawienie amatorskie[12]
- 1903 - Wiara w człowieka[10]
- 1903 - Zamążpójście Lit-Lit[11]
- 1904 - Nad brzegami Sacramento
- 1904 - Keesh, łowca niedźwiedzi[11], także jako Historia Keesha[9]
- 1905 - Żółte niebezpieczeństwo[13]
- 1905 - Król Greków[13]
- 1905 - Wyprawa na piratów ostrygowych[13]
- 1905 - Oblężenie „Lancashire Queen”[13]
- 1905 - Wyczyn Charleya[13]
- 1905 - Demetrios Contos[13]
- 1905 - Żółty Zawój[13]
- 1905 - Miłość życia
- 1905 - Szczerozłoty kanion[10][12]
- 1906 - Odszczepieniec
- 1906 - Bury wilk[9]
- 1906 - Nieoczekiwane[10]
- 1906 - Przemyślny Porportuk[11]
- 1907 - Negore, tchórz[11]
- 1908 - Przygoda Marcus O'Briena[9]
- 1908 - Wróg świata[10]
- 1909 - Trędowaty Koolau
- 1909 - Chińczak
- 1909 - Dom Mapuhiego
- 1909 - Marzenie Debsa[8]
- 1909 - Prawnuk McCoya
- 1910 -Straszliwy Archipelag
- 1910 - Dobrodziejstwo wątpliwości[8]
- 1910 - Yah! Yah! Yah![10]
- 1910  Dom pychy
- 1918 - Czerwony bóg[8]
- 1979 - A niech to żółwie Tasmana! przeł. I. Kania